# MSC Meraviglia
Az MSC Meraviglia egy üdülőhajó, melynek tulajdonosa és üzemeltetője a MSC Cruises. A Chantiers de l'Atlantique hajógyárban épült St. Nazaire-ben, Franciaországban. Az MSC Meraviglia az MSC új "Vista Project" hajóinak, a Meraviglia osztálynak a vezető hajója , az MSC Bellissimával együtt, ami 2019-ben követte őt. Minden hajó 4,500 utas befogadására képes. Amikor 2017 júniusában szolgálatba állt, ez volt a világ hatodik legnagyobb üdülőhajója a Royal Caribbean  Oasis osztálya, és az AIDAnova mögött.

## Története
A hajó kezdetben a Földközi-tenger nyugati részén üzemelt, 2019 nyarától Észak-Európában is hajózott, de 2019 őszén először helyezték át az Egyesült Államokba,  New Yorkba és Miamiba, hogy a Karib-térségben hajózzon, az Észak-amerikai terjeszkedési program keretein belül.

## Tervezés és kivitelezés
A hajó nevét 2015. április 20-án, a Chantiers de l'Atlantique-ban tartott ünnepségen jelentették be. A hajót hivatalosan 2017. június 3-án nevezte el keresztanyja, Sophia Loren  a Le Havre-i ünnepségen, amelyen szerepelt Patrick Bruel francia színész, a Kids United zenekar és Gad Elmaleh humorista is.
Az MSC Meraviglia épületét a Science Channel sorozat második epizódjában, az Óriások építésében mutatták be, "Monster Cruise Ship" címmel.
A hajó létesítményei közé tartozik egy hosszú LED-es tetővel ellátott sétány, egy csúszdákkal ellátott vízi park, a kötélpálya és a színház. A hajó több mint tíz étkezővel és gyógyfürdővel is rendelkezik.

## Események

### Covid-19 világjárvány
Február 26-án, a mexikói COVID-19 világjárvány idején a mexikói hatóságok engedélyt adtak a Máltán bejegyzett MSC Meraviglia számára, hogy kikössön Cozumelben, Quintana Roo-ban, mert egy olyan utast szállított, aki feltételezetten fertőzött volt a COVID-19-cel. A hajó kikötését korábban megtagadta Jamaica és a Kajmán-szigetek. Két gyakori szezonális influenza esetet találtak.
A járványügy már 2020. április 22-én arról számolt be, hogy van legalább egy személy a fedélzeten, akinek pozitívnak bizonyult a SARS-CoV-2- tesztje, a kiszállást követő 14 napon belül pozitívnak bizonyult.

## Képtár

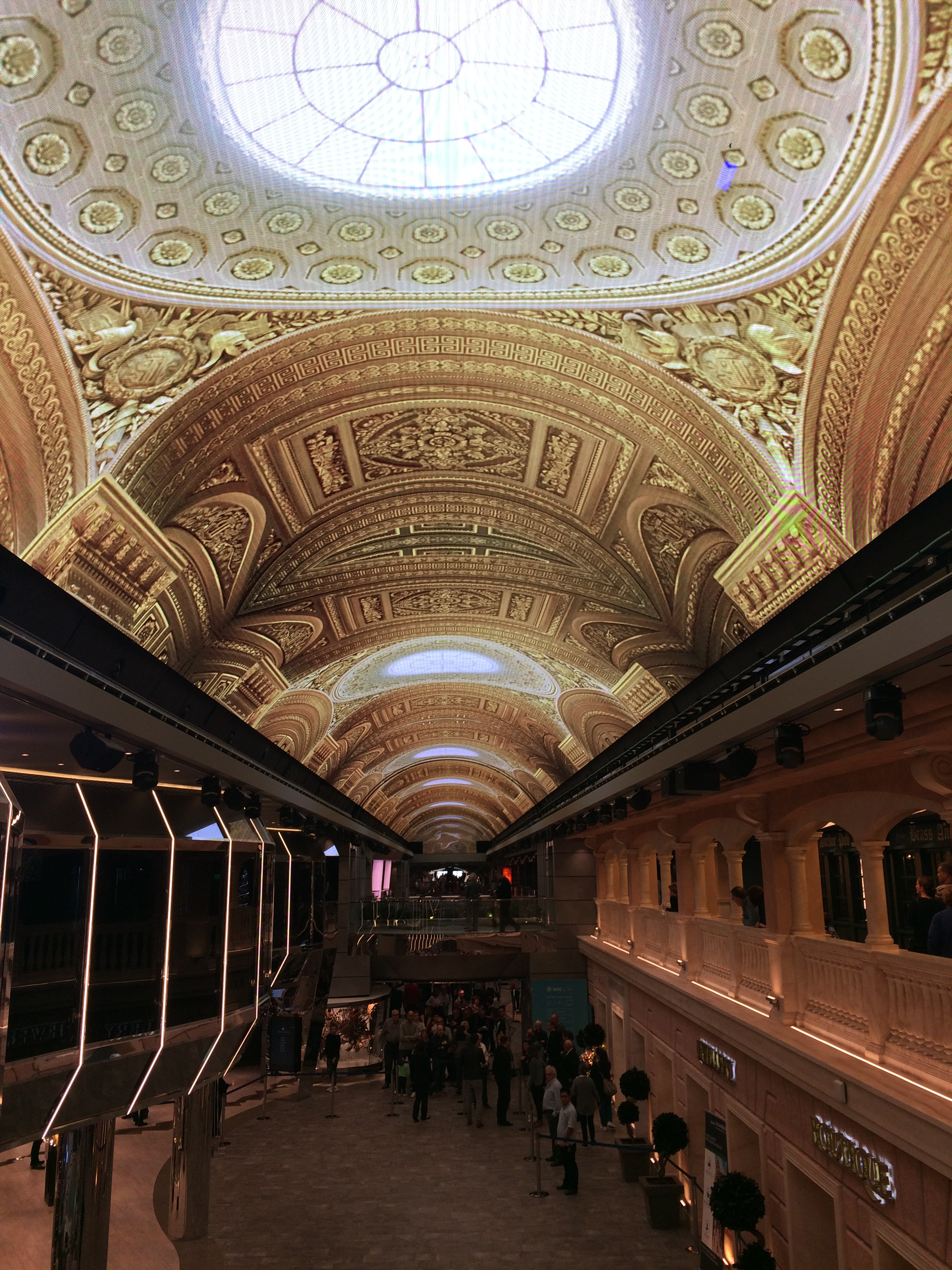
A LED-es mennyezet a napszaktól függően változik

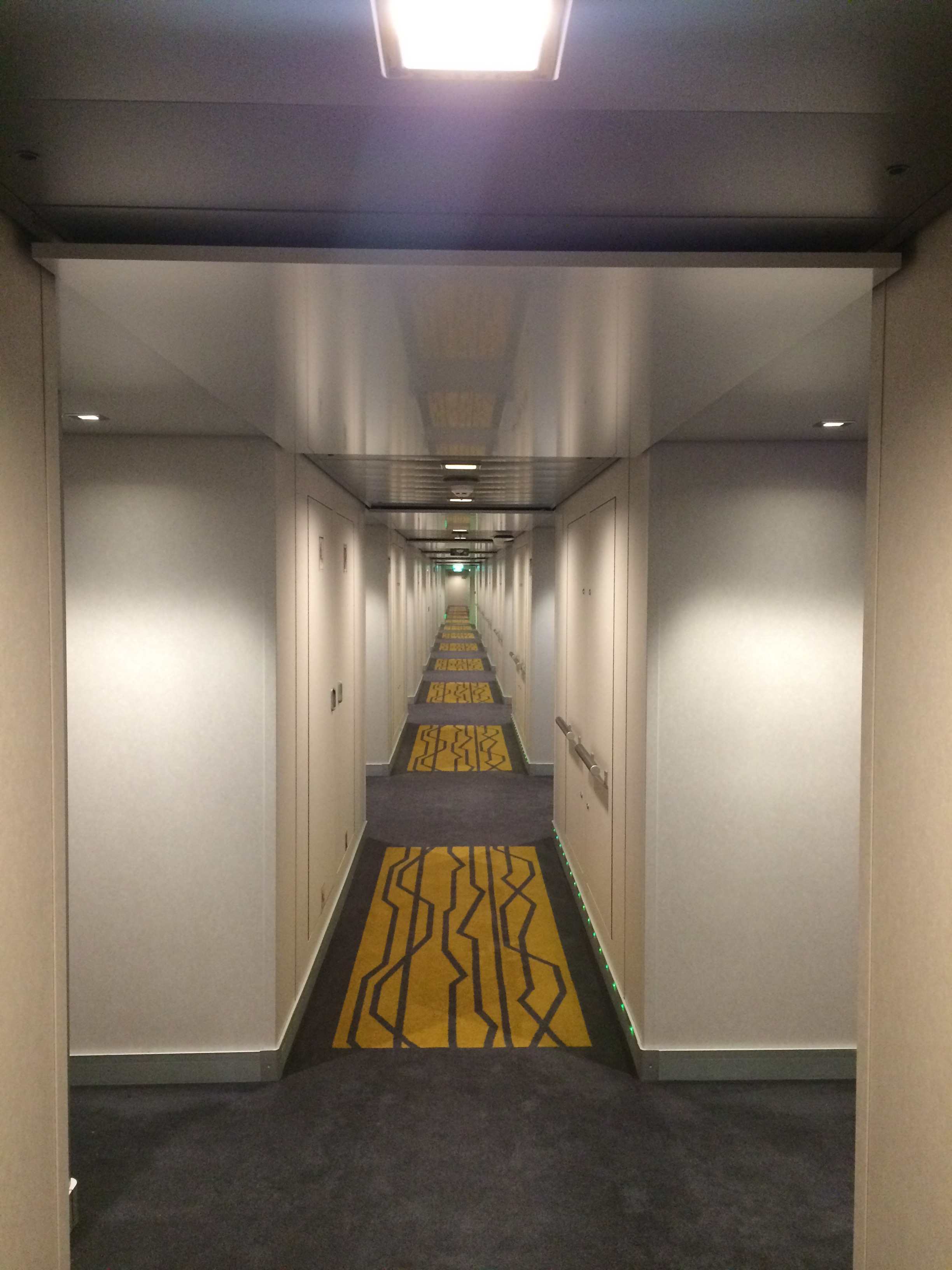
Egy Folyosó

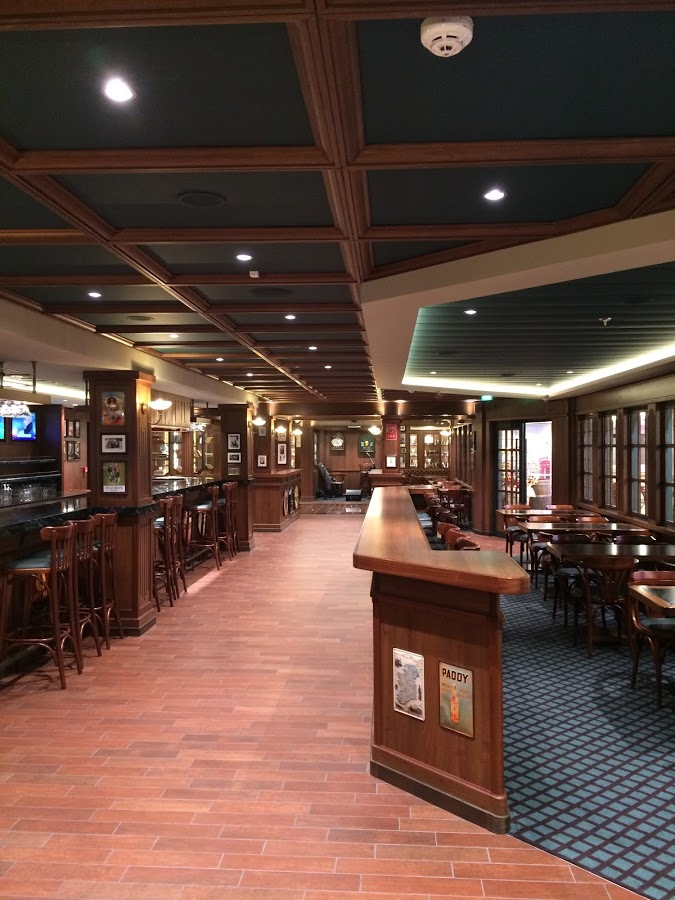
The Bronze Anchor, egy brit-stílusú kocsma

## Fordítás
- Ez a szócikk részben vagy egészben  a   MSC Meraviglia című angol Wikipédia-szócikk ezen változatának fordításán alapul.  Az eredeti cikk szerkesztőit annak laptörténete sorolja fel. Ez a jelzés csupán a megfogalmazás eredetét és a szerzői jogokat jelzi, nem szolgál a cikkben szereplő információk forrásmegjelöléseként.